# Henryk von Luter
Henryk von Luter, Henryk Luter – wójt krajowy (landwójt), zasadźca wielu wsi na Warmii (m.in. Jeziorany, Lutry, Rogóż, Kabiny, Bartąg, Łęgno, Brąswałd, Kraszewo, Samolubie, Żegoty, Miłogórze, Ignalin, Kwiecewo, Świątki, Radostowo).